# Jesse Come Home
Jesse Come Home è il nono e ultimo album in studio del gruppo musicale statunitense James Gang, pubblicato nel 1976.

## Tracce
1. I Need Love – 3:17
2. Another Year – 3:59
3. Feelin' Alright – 3:26
4. Peasant Song – 3:56
5. Hollywood Dream – 3:12
6. Love Hurts – 3:29
7. Pick Up the Pizzas – 2:30
8. Stealin' the Show – 3:58
9. When I Was a Sailor – 6:46

## Formazione
- Bob Webb – chitarra, voce (2, 5, 8), cori
- Phil Giallombardo – tastiera, voce (1, 3, 4, 6, 9), cori, piano
- Dale Peters – basso, cori, percussioni
- Jim Fox – batteria, cori, percussioni, tastiera
- Nelson Flaco Pedron – percussioni